# 青木站
青木站（日语：／ Ogi eki */?）是位於兵庫縣神戶市東灘區北青木三丁目，阪神電氣鐵道本線的車站。車站編號為「HS22」。在平日早上繁忙時間設有只有上行的區間特急班次，為區間急行的起點站，下行方向沒有優等列車出發班次。

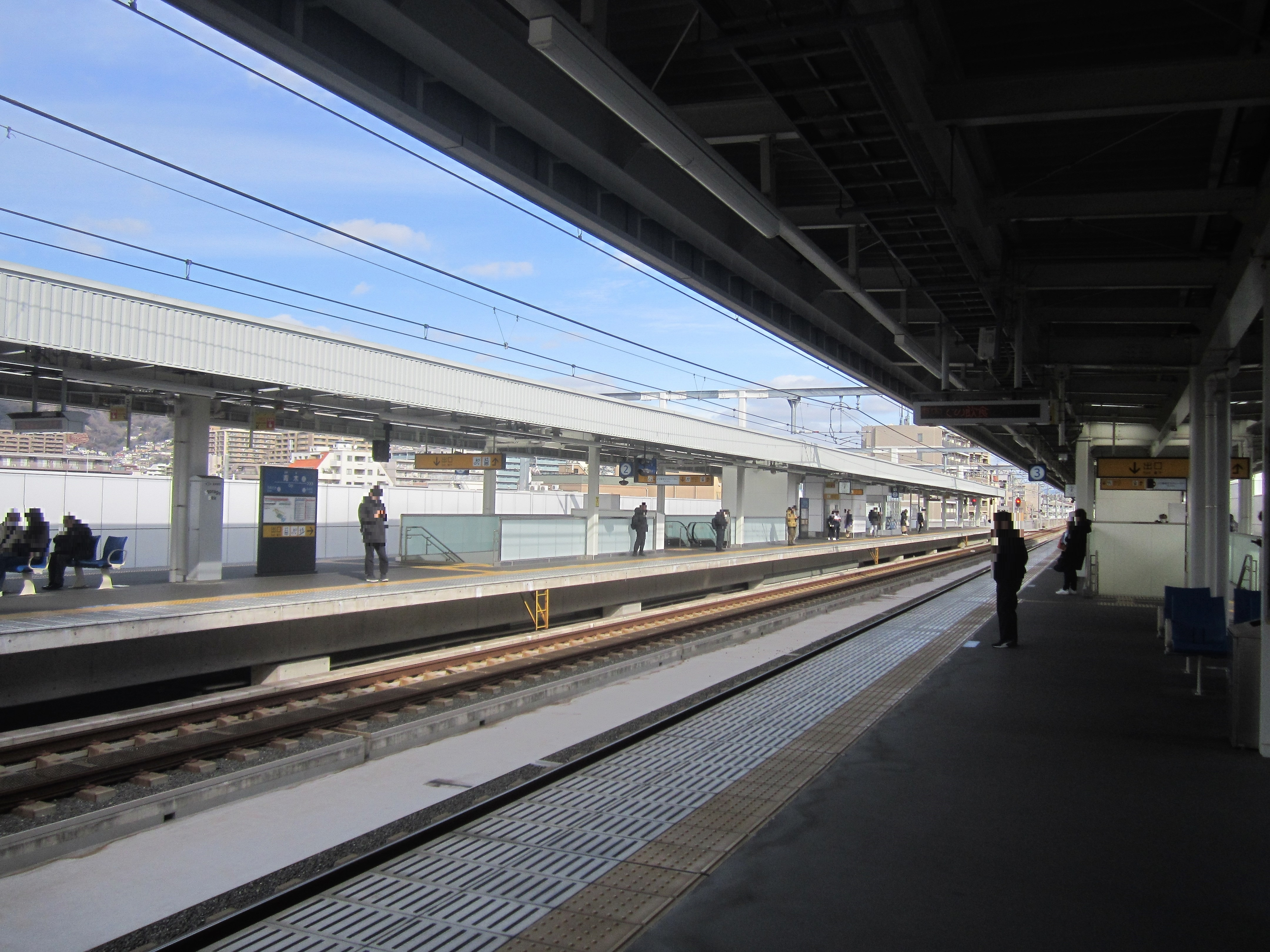
月台(2022年1月)

## 歷史

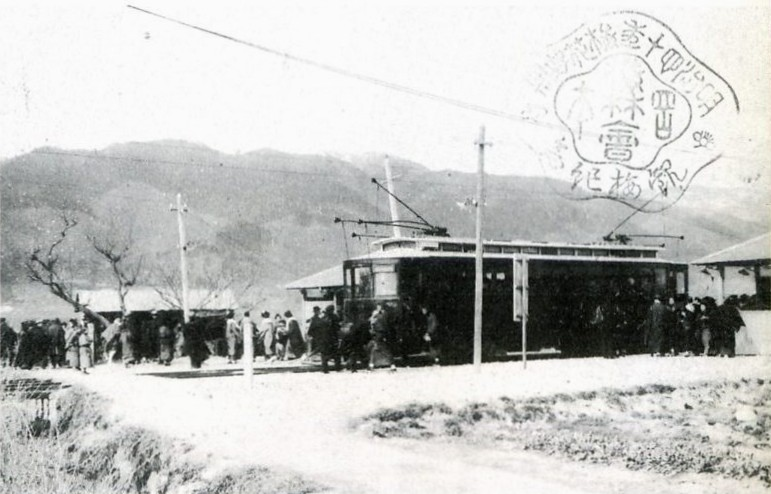
觀梅乘客在青木站上下車

- 1905年（明治38年）4月12日 - 阪神本線開通，此站同時啟用[1]。
- 1995年（平成7年）
  - 1月17日 - 發生阪神大地震，阪神本線停運，此站暫停營業[1]。
  - 1月26日 - 甲子園站至此站之間重開[1]。
在阪神本線中，該段是地震後於神戶市內最早重開路段，一時成為「震災地玄關站」，使當時的青木站非常繁忙。
  - 2月11日 - 此站至御影站之間重開[1]（後來於同年6月26日全線重開[2]）。
- 2001年（平成13年）3月10日 - 區間特急、快速急行、急行所有班次停站（在此之前部分時段只有急行班次停站。有部分時間快速急行單向停站）。
- 2007年（平成19年）3月4日 - 在當年2月6日於車站附近的住宅興建現場發現未爆炸彈藥，西宮站 - 御影站之間在該日至3月4日之間停運。
- 2009年（平成21年）
  - 3月20日 - 當日時間表修正中，快速急行不再停站（同時急行不再駛入此站[注 1]），於此站停站的優等列車只有區間特急（實際上開始實施日期為3月23日）。
  - 4月18日 - 隨著車站高架化工程，上行線改用臨時路軌。
- 2010年（平成22年）10月2日 - 隨著車站高架化工程，下行線改用臨時路軌。
- 2014年（平成26年）4月1日 - 引入車站編號[3][4]。
- 2015年（平成27年）12月12日 - 下行線改用高架路軌。
- 2019年（令和元年）11月30日 - 上行線改用高架路軌[5][6]。
- 2020年（令和2年）3月14日 - 在平日早上繁忙時間2班上行急行改為區間急行，並成為區間急行的起點站。

## 車站構造
本站是高架車站，設有2面4線的島式月台，可進行列車待避。大堂與閘口位於第2層，出入口只於東邊（大阪梅田方向）一方。月台可容納21m級的6卡近鐵車輛，全長130米。在高架化後，神戶三宮一方設有可容納1條6卡近鐵車輛的引上線。

### 月台
| 月台 | 路線 | 上下行 | 方向                               |
| ---- | ---- | ------ | ---------------------------------- |
| 1、2 | 本線 | 上行   | 尼崎、大阪（梅田）、難波、奈良方向 |
| 3    | 本線 | 下行   | 神戶（三宮）、明石、姬路方向       |
| 4    | 本線 | 下行   | 不載客列車待避專用                 |

1號月台為上行待避線，2號月台為上行本線，3號月台為下行本線，4號月台為下行待避線。
1號月台主要停站使用為平日早上的區間特急班次，以進行待避之用。4號月台為不載客列車在待避通過列車時使用。在平日早上以外的營業列車只會使用2號和3號月台。
在平日早上，從此站出發的列車設有前往大阪梅田的2班區間急行和1班普通。
在阪神甲子園球場舉行日本棒球機構等活動時，臨時列車會在1號月台等待，在活動後會以不載客列車前往甲子園站，執行臨時列車班次前往大阪梅田。

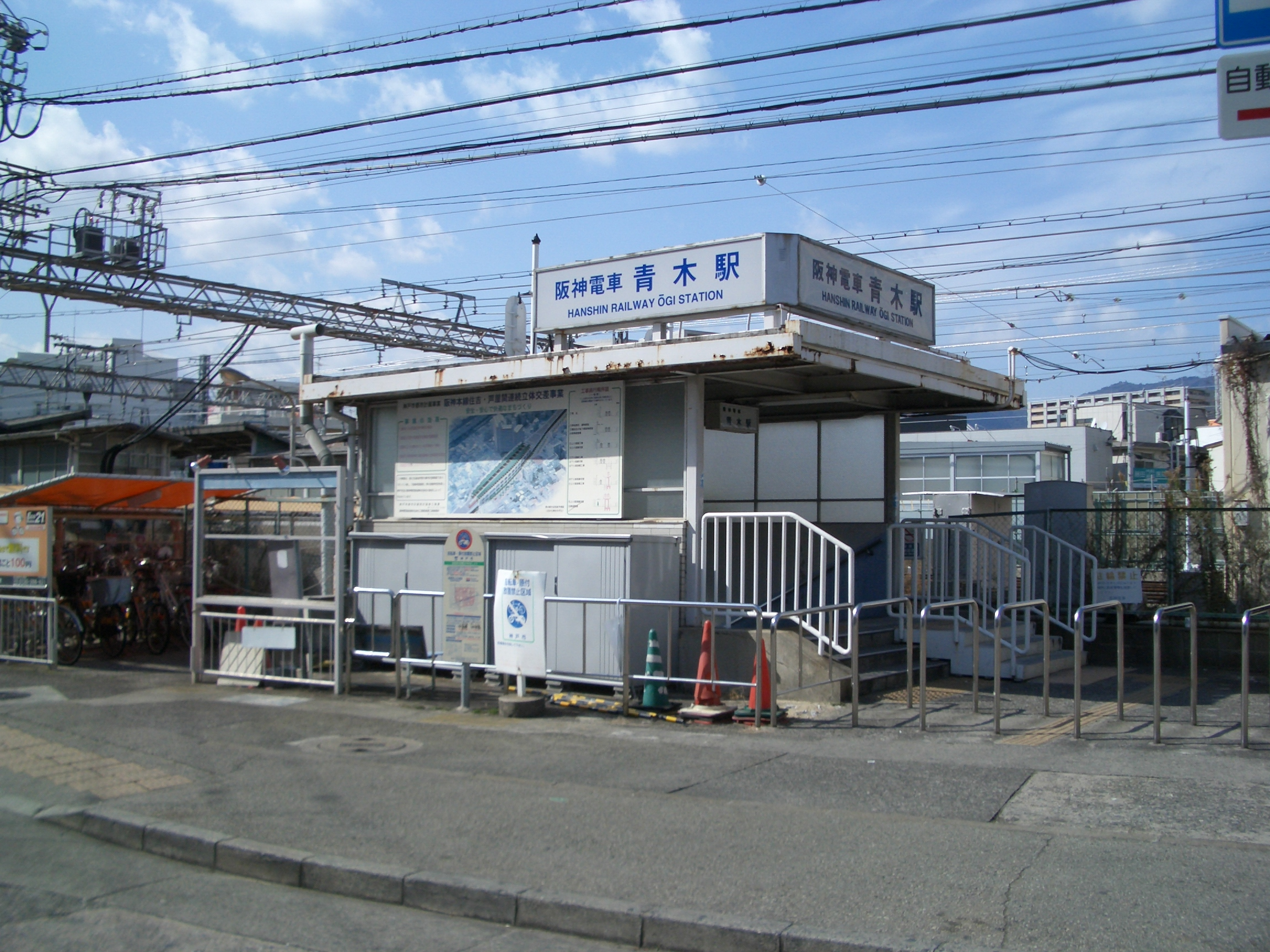
南邊出入口（高架化工程開始前）
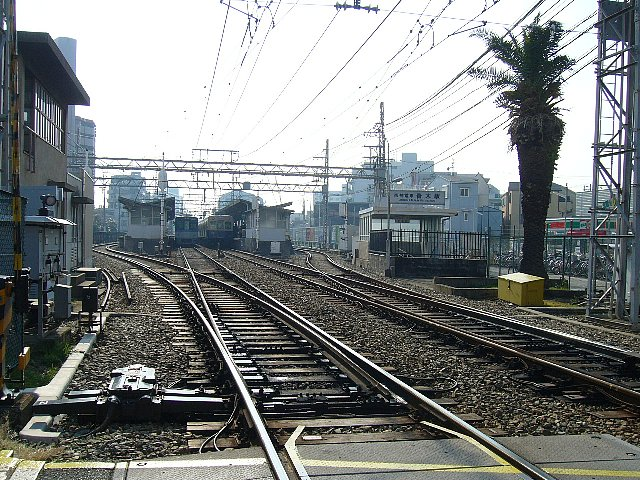
從東邊平交道(青木站東平交道)望向站內（高架化工程開始前）
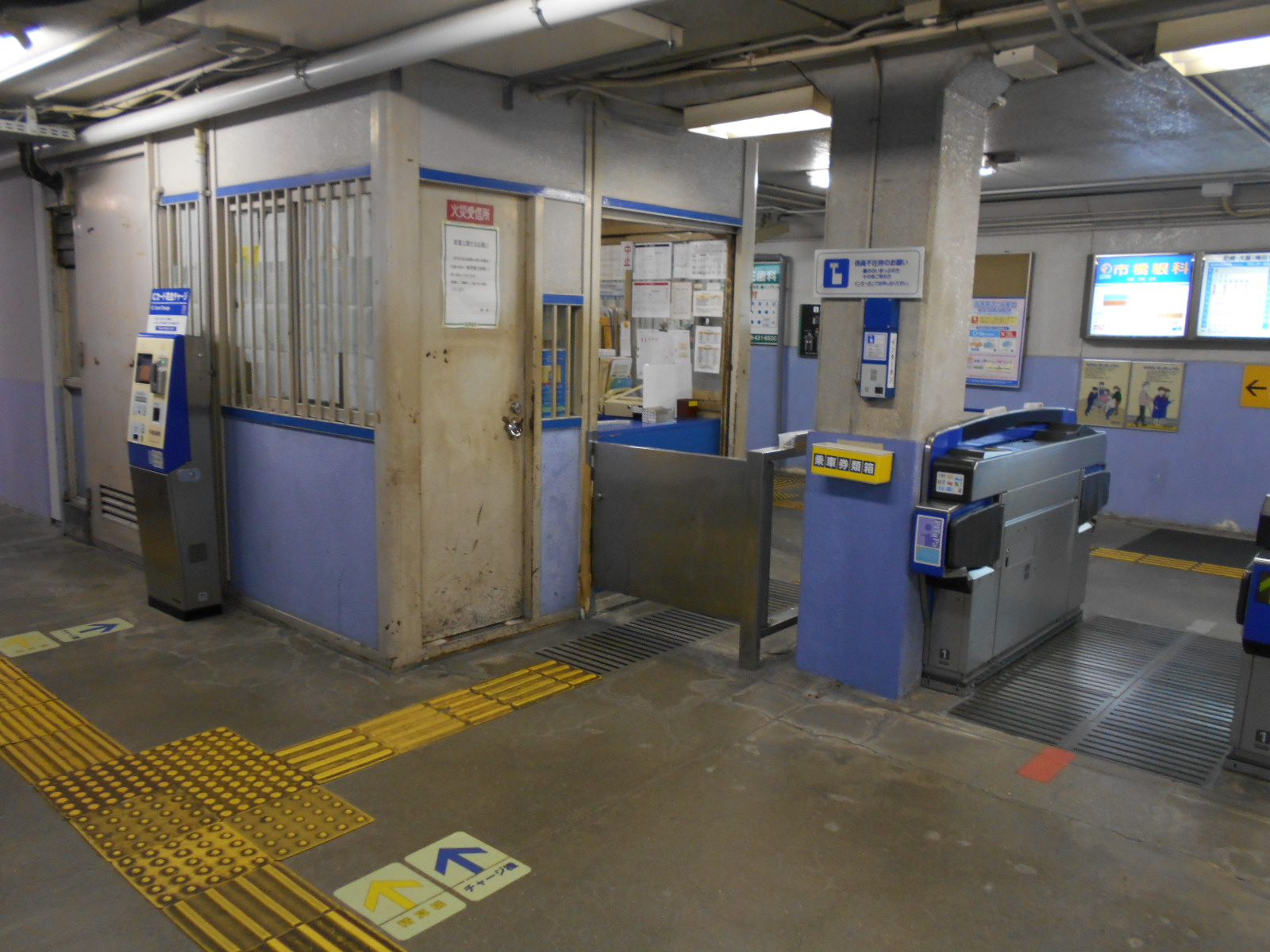
在地上車站時代，地下閘口
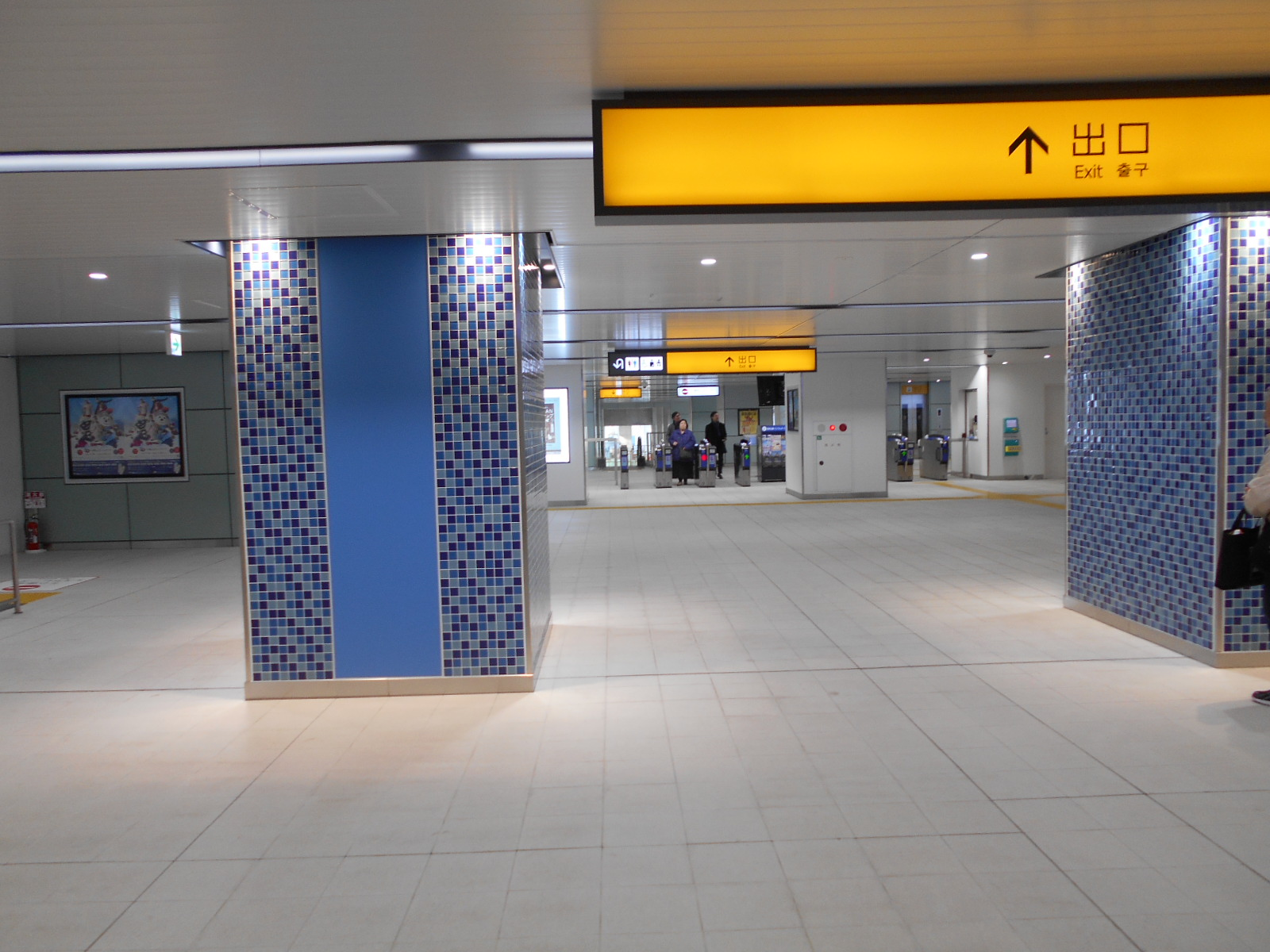
高架化後的大堂

## 使用狀況
在2017年11月，1日平均上下車人次為14,856人，在本線33車站中排名18位（17位為春日野道站、19位為姬島站，鄰站魚崎站為第8位，深江站為第13位）。

## 車站周邊
- 神戶青木郵局
- 瀨戶公園
- 小寄公園（前：本山交通公園） - 在公園內保存了神戶市電「1155號（日语：神戸市交通局1150形電車）」和石原產業（日语：石原産業）的蒸氣機車「S108號」[1][8]。
- 神戶市立東灘體育館
- 市營青木南住宅
- 八坂神社

公共機關
- 神戶市政廳 保健福祉局 兒童福祉部兒童家庭課 北青木兒童館

教育機構
- 神戶市立本庄中學（日语：神戸市立本庄中学校）
- 神戶市立本庄小學（日语：神戸市立本庄小学校）
- 神戶市立魚崎中學（日语：神戸市立魚崎中学校）

法人、商店
- 新明和工業
- 寶酒造 灘工場
- 六甲金屬
- 三浦工業 神戶分店
- 港銀行（日语：みなと銀行） 青木分店
- SPORTS DEPO（日语：スポーツデポ） Sunshine Wharf神戶店
- 關西超級市場（日语：関西スーパー） 青木店
- 阪急OASIS（日语：阪急オアシス） 本山南店
- Sunshine Wharf神戶（日语：サンシャインワーフ神戸） - 前東神戶渡輪中心（日语：東神戸フェリーセンター）[1]。曾經設有前往四國、九州方向的航線於該處出發[1]。
- 山田電機Teccland Sunshine 神戶店（東南方步行10分鐘[9]）

## 相鄰車站
阪神電氣鐵道
 本線
■■直通特急、■特急、■快速急行、■急行
通過
■區間急行
蘆屋（HS20）←青木（HS22）
■普通、■區間特急（只往大阪梅田方向運行）
深江（HS21）－青木（HS22）－魚崎（HS23）

## 注腳

## 外部連結
- 青木（路線圖、車站資訊） - 阪神電氣鐵道